# Du är alltså svensk?
Du är alltså svensk? en triptyk är en roman av Lena Andersson, utgiven på Natur & kultur 2004. Boken handlar om Fatima som kommit till Sverige som flykting och hennes liv som statsministerns älskarinna.